# Amiota mariae
Amiota mariae este o specie de muște din genul Amiota, familia Drosophilidae, descrisă de Maca în anul 2003. Conform Catalogue of Life specia Amiota mariae nu are subspecii cunoscute.